# Buraco da memória
Um buraco da memória (no original em inglês, memory hole) é qualquer mecanismo usado para a alteração ou destruição deliberada de documentos, fotografias, gravações, textos ou outros documentos considerados constrangedores ou inapropriados, como os de um website ou outro arquivo, em particular para transmitir a impressão de que algo nunca aconteceu.
O conceito foi popularizado pelo romance distópico 1984, escrito por George Orwell e publicado originalmente em 1948. Na história do livro, o Ministério da Verdade do poderoso partido Ingsoc recria sistematicamente todos os documentos históricos comprometedores, efetivamente reescrevendo toda a história para combinar com a propaganda estatal vigente, que muda com frequência. Essas mudanças eram completas e indetectáveis. 

## Origem
Em 1984, o buraco da memória é uma pequena rampa que dá para um grande incinerador e é usado para censura:
Nas paredes do cubículo havia três orifícios. À direita do falascreve, um pequeno tubo pneumático para mensagens escritas; à esquerda, outro maior, para jornais; e no meio, bem ao alcance do braço de Winston, uma grande abertura retangular protegida por uma grade de arame. Destinava-se ao desembaraço de papéis servidos. Aberturas idênticas existiam aos milhares, ou às dezenas de milhares em todo o edifício, não apenas nas salas, como a pequenos intervalos, nos corredores. Por um motivo qualquer, haviam sido apelidados de buracos da memória. Quando se sabia que algum documento devia ser destruído, ou mesmo quando se via um pedaço de papel usado largado no chão, era gesto instintivo, automático, levantar a tampa do mais próximo buraco da memória e jogar o papel dentro dele para que fosse sugado pela corrente de ar morno, até as caldeiras enormes, ocultas nalguma parte, nas entranhas do prédio.
O protagonista Winston Smith, que trabalha no Ministério da Verdade, tem como função revisar notícias antigas de jornais para servir aos interesses de propaganda do governo. Era mandado, por exemplo, mudar retroativamente uma informação sobre racionamento alimentício para refletir novas políticas.
O buraco da memória é mencionado quando O'Brien tortura Smith; O'Brien produz evidência de um encobrimento feito pelo Partido, provocando Smith ao mostrar que tal documentação existe. No entanto, O'Brien logo depois destrói a evidência no buraco da memória e nega não apenas a existência da evidência mas também toda a memória de suas ações. Smith percebe que isso é duplipensar em ação, pois O'Brien suprimiu a memória tanto de um fato politicamente inconveniente como da ação que ele tomou para destruir a evidência.